# Schüsselkorb
Der Schüsselkorb ist eine historische Straße in Bremen-Mitte. Die Hauptstraße führt in Ost-West-Richtung von der Sögestraße und vom Am Wall in Richtung Domshof. Vom Schüsselkorb zweigen die Katharinenstraße ab und die Museumstraße, die über eine Treppe durch eine Passage zur Straße Am Wall und zu den Wallanlagen führt. Auch über Domshof und Bischofsnadel werden die Wallanlagen erreicht.
Die Querstraßen wurden benannt als Museumstraße nach dem Museumsgebäude von 1809 bis 1942 und Katharinenstraße nach dem Katharinen-Kloster der Dominikaner von 1225, dessen Gebäude im Zweiten Weltkrieg zerstört wurden; Gewölbereste des Klosters sind von der Katharinen-Hochgarage und der Katharinen-Passage überbaut worden.

## Geschichte

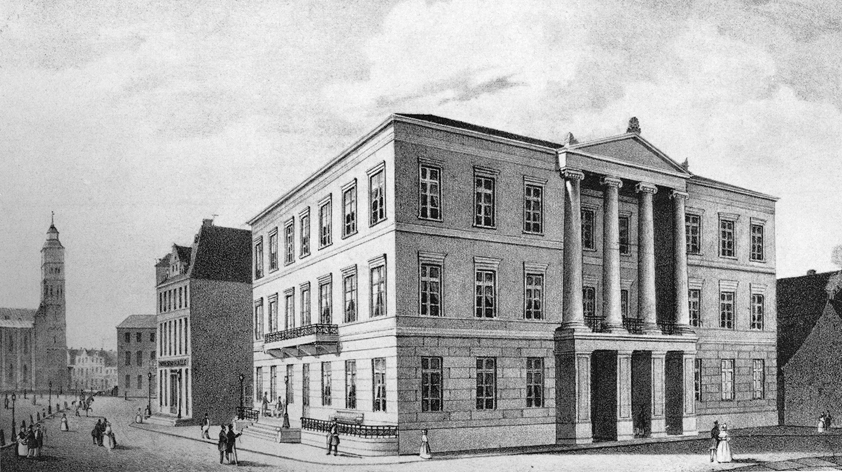
Museum Domshof/Schüsselkorb, 1838 nach Umbau durch Polzin

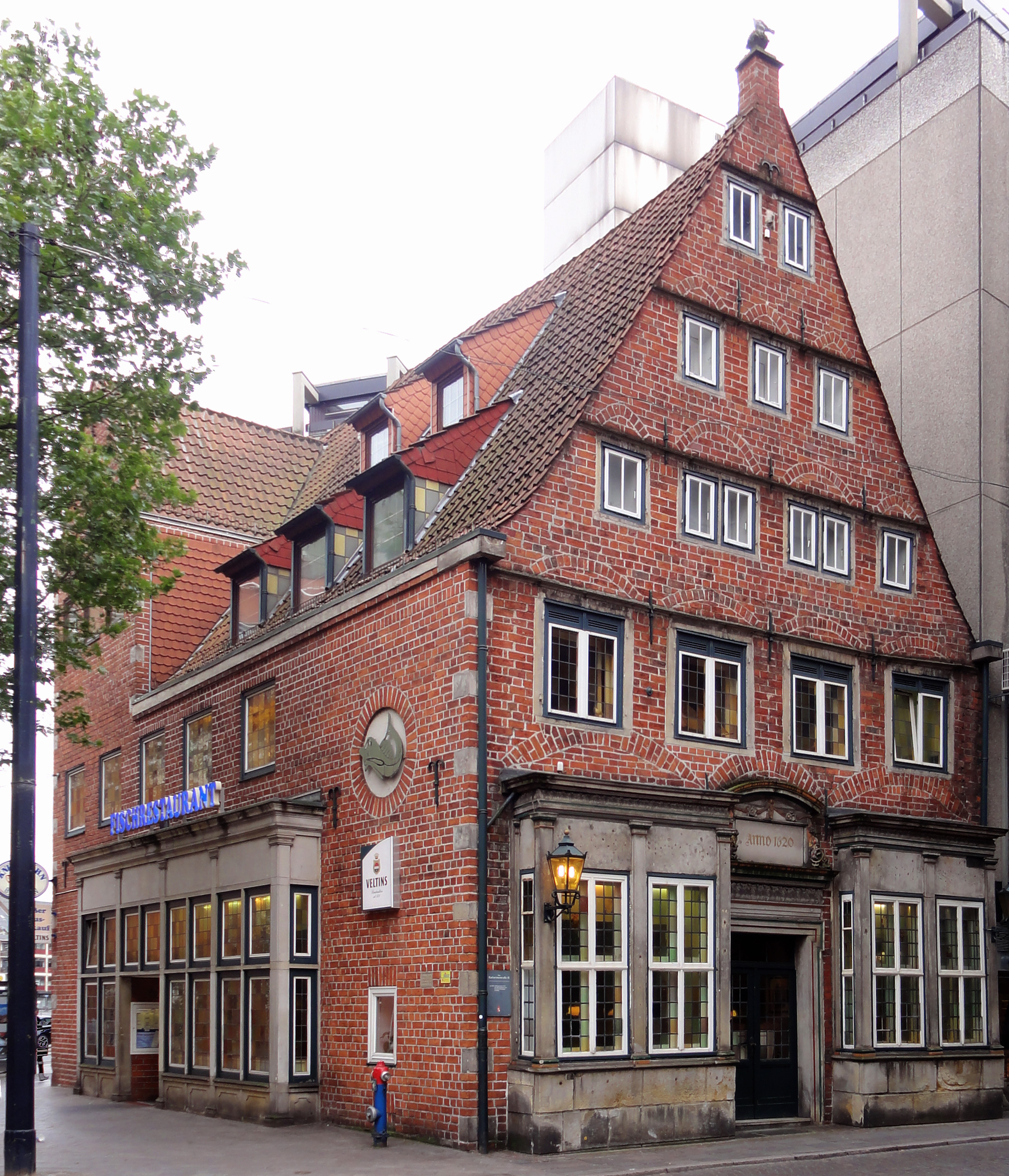
Fischrestaurant Knurrhahn

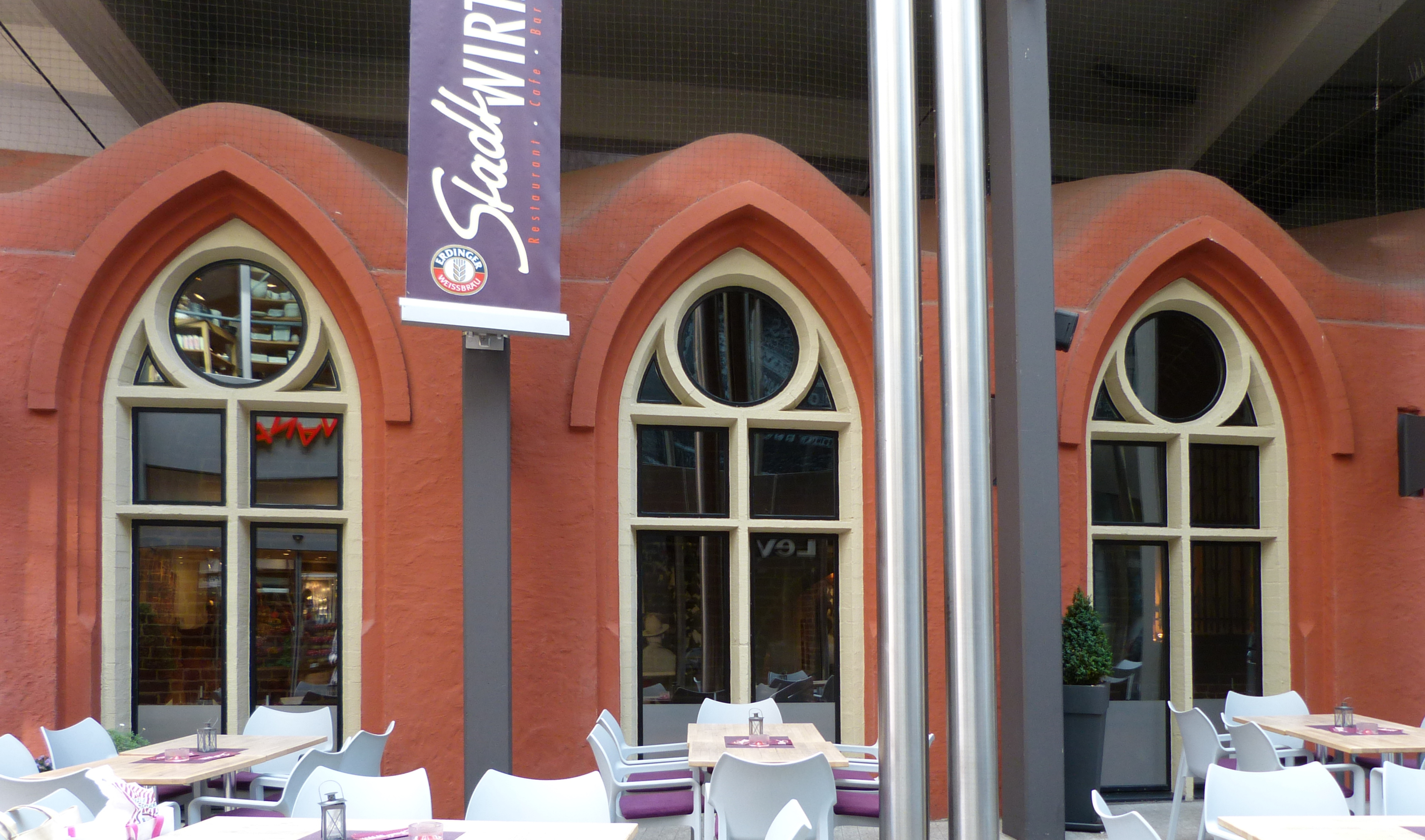
Refektorium (2012)

### Name
Die Straße hieß im 15. Jahrhundert Scottelkorf. Damals trug ein Haus diesen Namen. Eine Annahme zur Bedeutung geht davon aus, dass im Schottelkorf Schüsseln hergestellt und aufbewahrt wurden. Nach einer anderen Annahme entwickelte sich die Straßenbezeichnung aus dem niederdeutschen Wort schüttkave, was einen Pferch=Korf für eingeschüttetes = abgeschottetes, gepfändetes Vieh bedeutet.

### Entwicklung
Im Mittelalter führte die Straße am ehemaligen Katharinenkloster der Dominikaner vorbei, das nach 1253 entstand. Die Klosteranlage befand sich zwischen Schüsselkorb, Sögestraße, Unser-Lieben-Frauen-Kirchhof und Domshof im Bereich der heutigen Katharinen-Hochgarage. 1528, nach der Schließung des Klosters, befand sich hier bis 1820 die Gelehrtenschule (Lateinschule), ab 1610 Gymnasium illustre genannt. 1660 wurde ihre Bibliothek zur öffentlichen Stadtbibliothek erweitert, die 1896 umzog. Nach der Zerstörung im Zweiten Weltkrieg blieben nur einige Gewölbe des Kreuzgangs und des Refektoriums übrig, heute überbaut durch eine Hochgarage. Einige der mittelalterlichen Häuser wurden auch von Mönchen bewohnt.
1737 gab es in der Straße Im Schüsselkorb 34 Wohnhäuser.

Das nicht erhaltene, zweigeschossige Haus Schüsselkorb Nr. 11 von um 1720 mit einem Mittelrisalit wurde vom Ratsherrn und späteren Bürgermeister Daniel von Büren (1693–1749) gebaut; das Familienwappen schmückte den Dreiecksgiebel. Um 1900 befand sich hier ein Café.

1820 entstand das nicht erhaltene, klassizistische Haus Schüsselkorb Nr. 1 nach Plänen von Jacob Ephraim Polzin.
An der Ecke Domshof 21a/Schüsselkorb befand sich das zweigeschossige Haus der 1774 gegründeten Gesellschaft Museum. 1808 entstand hier ein Neubau. 1838 wurde das Gebäude durch Jacob Ephraim Polzin umgebaut und aufgestockt. Das 1944 zerstörte Haus war nach Plänen von Heinrich Müller 1874 erneut umfassend umgebaut worden.

Seit 1883 durchfuhr die Pferdebahn die Straße und 1892 wurde die Linie Börse – Horn dauerhaft elektrisch betrieben.
Um 1900 befanden sich an der Straße zwei- bis viergeschossige Gebäude. Im Haus Schüsselkorb Nr. 25 war das Puppengeschäft Th. Tobergte. Das Haus Schüsselkorb Nr. 22 beherbergte die Metallwaren- und Hausratsfirma Meyer & Weyhausen, die auch Senator Franz May besaß. 1872 eröffnete Brüne Grashoff B. Grashoff Delicatessen-Handlungsgeschäft; heute befindet sich Grashoff am Loriotplatz/Hillmannplatz. Die Wilhelm Remmer Brauerei am Schüsselkorb.
1957 erfolgte die Eröffnung der Zentralbibliothek der Stadtbibliothek Bremen am Schüsselkorb Nr. 15/16, die bis 1969 noch Volksbücherei hieß. 2004 zog die Bibliothek in das Forum Am Wall (ex Polizeihaus).
Seit 1987 werden die Straßenbahnen zwischen Domsheide und Schüsselkorb nicht mehr über den Domshof, sondern über die verbreiterte Violenstraße geführt. Ein entsprechender Bebauungsplan war bereits 1955 beschlossen worden. Heute durchfahren die Linien 4, 6 und 8 die Straße.

## Gebäude und Anlagen
Durch die schweren Zerstörungen im Zweiten Weltkrieg blieben nur wenige ältere Gebäude erhalten.
Am Schüsselkorb stehen überwiegend vier- und fünfgeschossige Geschäftshäuser mit Läden, zwei davon giebelständig; erwähnenswert sind u. a.:
- Schüsselkorb Nr. 19: Das Haus der ehemaligen Sonnenapotheke entstand 1962 nach Plänen von Gerhard Müller-Menckens.
- Schüsselkorb Nr. 26/27: Das ehemalige Viktoria-Haus von um 1970 entstand nach Plänen von Morschel, Henke und Hodde und ist seit 2011 auch Sitz der Santander Consumer Bank.
- Ein denkmalgeschütztes, zweigeschossiges Wohnhaus mit Backsteinfassaden und Satteldach an der Ecke zur Katharinenstraße (Nr. 15); im 16. Jh. mit Utlucht gebaut, 1751 und in der 2. Hälfte des 18. Jhs. umgebaut; im Erdgeschoss das Fischrestaurant Knurrhahn, hier stand früher die Gaststätte Heinrich VIII,[4]
- Im Bereich zum Domshof/Schüsselkorb: Ein sechsgeschossiger Bau von 1965 der Deutschen Bank nach Plänen von Günter Albrecht mit der Domshof-Passage von 1998.
- Schüsselkorb Nr. 5 bis Nr. 11: Ein viergeschossiger Bau der Commerzbank von 1984 nach Plänen von Hans Kammerer, Walter Belz und Partner (Stuttgart).
- Schüsselkorb Nr. 3: Ein sechsgeschossiger Bau von 1966 nach Plänen von Hans J. Guckel (Hamburg) für die Bank für Gemeinwirtschaft, die 2000 in die schwedische SEB Bank aufging.
- Vom Schüsselkorb einsehbar: Die achtgeschossige Katharinen-Hochgarage wurde 1974 nach Plänen von Carsten Schröck an der Stelle des früheren Klosters über dessen Resten erbaut. Im Erdgeschoss befindet sich eine Ladenpassage.